# Nowe Miasto (Karwina)
Nowe Miasto (czes. Nové Město) – część miasta Karwina w kraju morawsko-śląskim, w powiecie Karwina w Czechach. Wraz z dzielnicami Frysztat, Granice i Mizerów współtworzy gminę katastralną Karviná-město. W 2001 r. liczyło 19426 mieszkańców, a w 2010 odnotowano 867 adresów. 
Nowe Miasto zaczęło powstawać na północnym zachodzie Frysztatu w 1946, decyzją ówczesnego premiera Czechosłowacji Klementa Gottwalda. Było to jedno z pierwszych tego typu osiedli w Zagłębiu Ostrawsko-Karwińskim, jak też zapoczątkowało charakterystyczną dla współczesnej Karwiny dominację zabudowy z tzw. wielkiej płyty. 
W granicach administracyjnych Karwiny od 1948 (jako część Frysztatu).

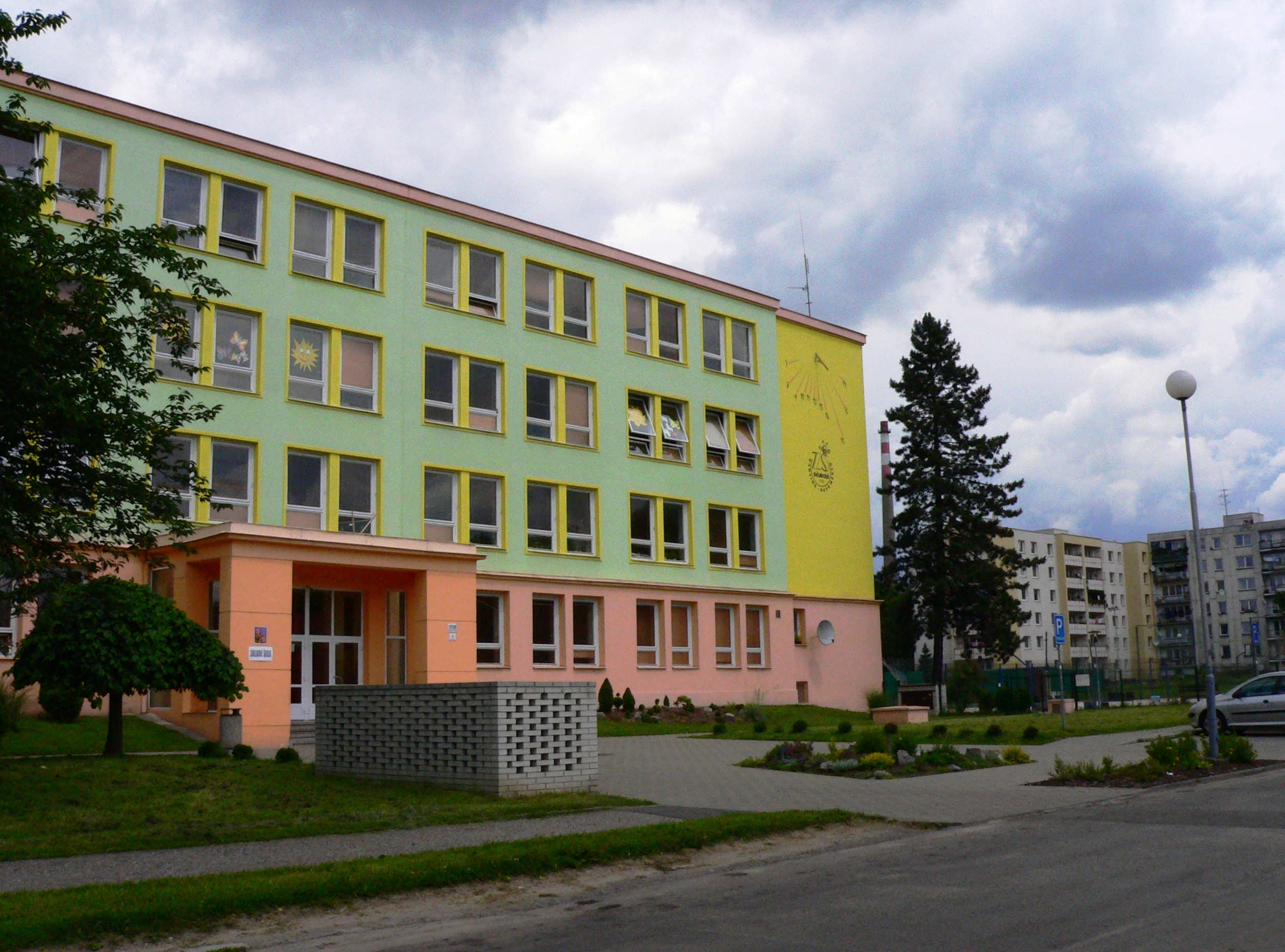
Szkoła podstawowa
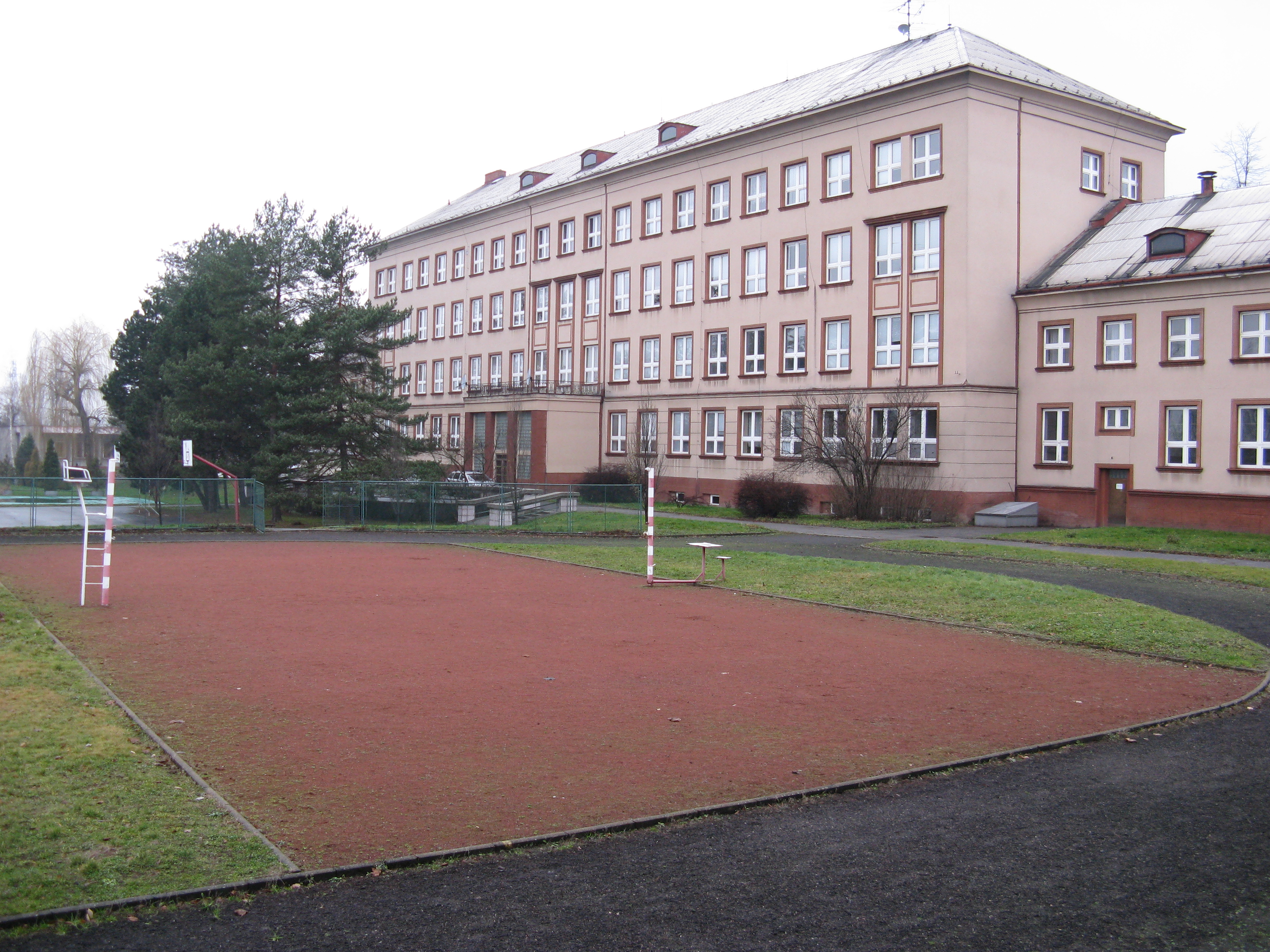
Gimnazjum
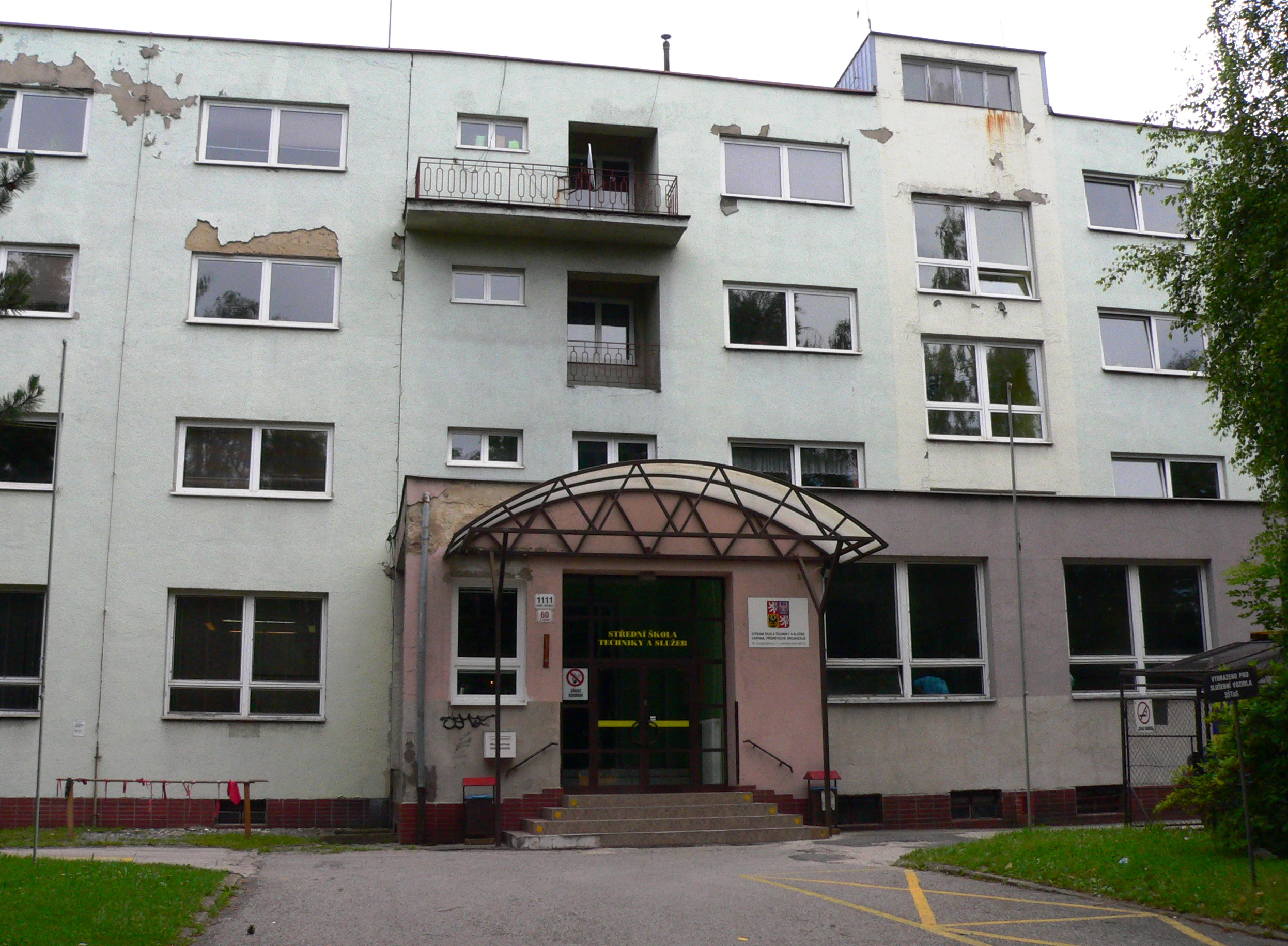
Szkoła średnia
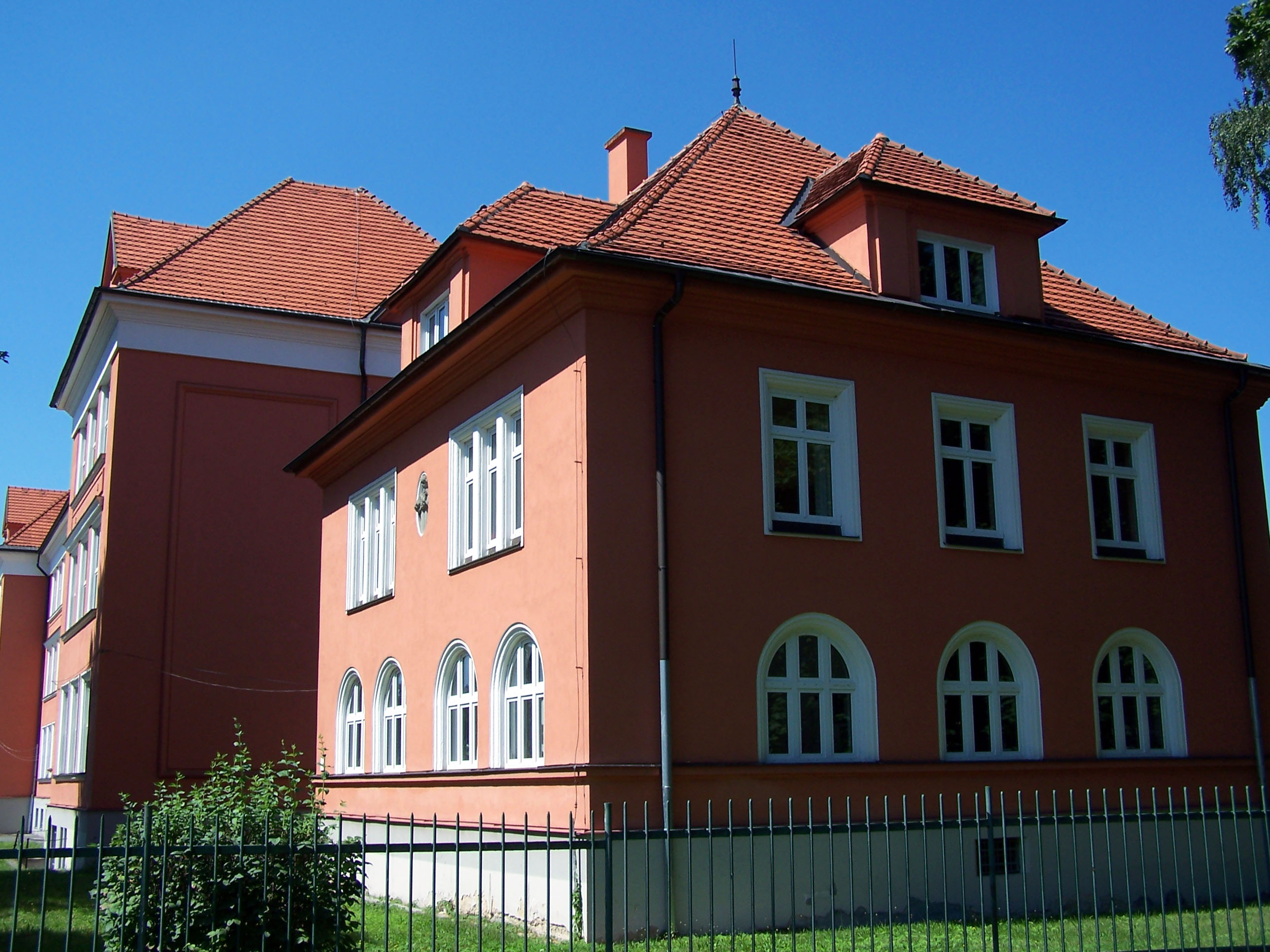
Była szkoła słowacka